# Peter Agre
Peter Agre (Northfield, 30 de janeiro de 1949) é um químico estadunidense.
Foi laureado com o Nobel de Química de 2003, juntamente com Roderick MacKinnon, pela descoberta de aquaporinas.

## Biografia
Peter Agre é descendente de emigrantes noruegueses e suecos, que viajaram para os Estados Unidos entre 1875 e 1885. O seu pai, Courtland Agre, também foi químico, contando com Linus Pauling como um dos seus amigos. Peter teve duas irmãs, Annetta e Ruth, e três irmãos, James, Paul e Mark. A sua infância e adolescência foi passada em Northfield, no estado do Minnesota.
Frequentou depois a faculdade Ausburg, estudando Química, com o intuito de se formar em Medicina. Em Setembro de 1970 começou os seus estudos em medicina na Universidade Johns Hopkins, onde conheceu a sua futura esposa Mary Macgill e onde despertou o seu interesse pela investigação biomédica. Graduou-se em 1974. Após alguns anos em Cleveland Heights, Ohio, Peter mudou-se para Chapel Hill, na Carolina do Norte, após aceitar uma bolsa na universidade local, em 1978. No mesmo ano nasce a primeira filha, Sara, e, no ano seguinte, Claire.
Em 1981, Agre pede financiamento para desenvolvimento da carreira ao NIH de modo a juntar-se ao grupo de investigação de Vann Bennett, no Johns Hopkins. Muda-se então para Baltimore. Pouco tempo depois nasce a terceira filha do casal, Lydia, após um parto prematuro. A bebé tinha saúde débil e morre pouco tempo depois, pouco antes do Natal de 1983. Entretanto, Agre estabelece-se como um cientista independente, com laboratório próprio e um técnico, e inicia um novo projecto em torno do factor sanguíneo Rh. Em 1985, nasce mais um filho, Clarke.
Um dos seus vizinhos em Baltimore era Steve McKnight, investigador em factores de transcrição do ADN. Agre juntou-se ao seu laboratório durante uma pausa sabática em 1988-1989, aprendendo tecnologias relacionadas ao ADN e aos seus factores de transcrição. Em 1989 nasce mais uma filha, Anne Carlyle (Carly).
Pouco tempo depois, Agre investiga mais a fundo uma das proteínas do factor Rh e descobre ser um canal de água (aquaporina), ao comparar como células com e sem a proteína reagiam em meios aquosos. Publica a sua descoberta em Abril de 1992 na revista "Science". Em 1993, Agre obtém um lugar de professor a tempo inteiro no departamento de Química Biológica e muda-se para o antigo laboratório de Albert Lehninger. Nos anos seguintes, foca o seu trabalho sobre aquaporinas em colaboração com diversos grupos, estudando a estrutura e papel destas proteínas no corpo humano.
Agre deixou o Johns Hopkins em 2005 para assumir o cargo de vice-chanceler para a Ciência e Tecnologia no Duke University Medical Center. Em Janeiro de 2008 volta ao Johns Hopkins para tomar conta da direcção do Malaria Research Institute (Instituto de Investigação sobre a Malária).

## Realizações
- Young Investigator Award de 1991, da Eastern Section of the American Federation of Clinical Research.[1]
- Homer Smith Award em 1999.[1]
- Entrada na National Academy of Sciences em 2000.[3]
- Nobel de Química de 2003.[1]
- Entrada na American Academy of Arts and Sciences em 2003.[3]
- Entrada na American Philosophical Society em 2004.[3]
- Entrada no Institute of Medicine em 2005.[3]
- Diversos doutoramentos "honoris causa" de universidades na Dinamarca, Japão, Noruega, Grécia, México, Hungria, Polónia e Estados Unidos.[3]